# Rillé
Ne doit pas être confondu avec Rille.
Rillé est une commune française située dans le département d'Indre-et-Loire, en région Centre-Val de Loire.

## Géographie

### Localisation
La commune de Rillé est située sur l'axe routier Château-la-Vallière - Gizeux, près du département de Maine-et-Loire et dans le Haut-Anjou.
Altitude du bourg = 83 mètres.
|                                | Channay-sur-Lathan |        |
| Noyant-Villages Maine-et-Loire | Rillé              | Hommes |
| Gizeux                         | Continvoir         |        |

### Hydrographie

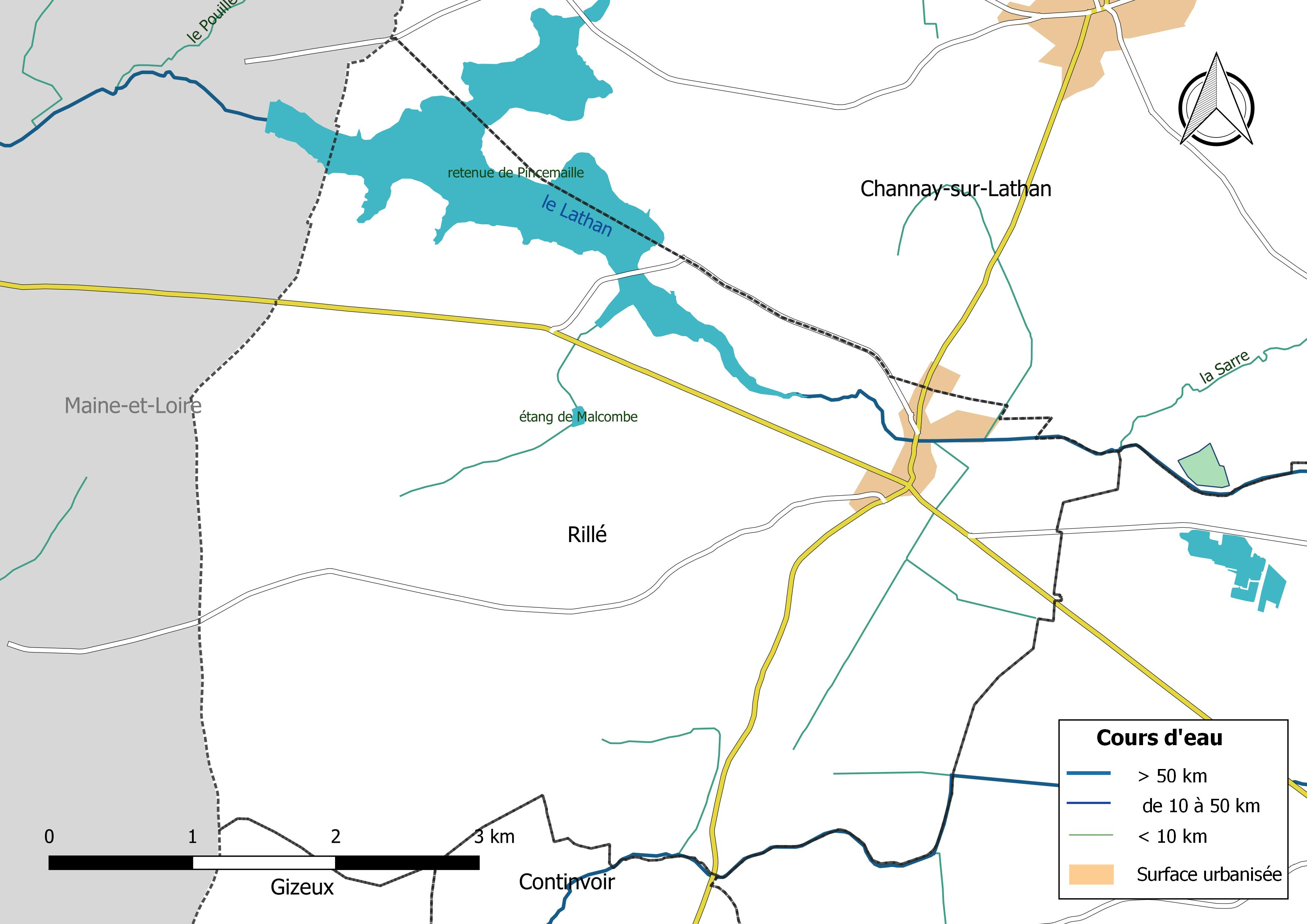
Réseau hydrographique de Rillé.

Le réseau hydrographique communal, d'une longueur totale de 17,31 km, comprend deux cours d'eau notables, l'Authion (1,561 km), qui prend localement le nom de Changeon, et le Lathan (6,163 km), et sept petits cours d'eau pour certains temporaires,.
L'Authion, d'une longueur totale de 99,8 km, prend sa source à 86 m d'altitude près de Bourgueil, à Hommes, à la fontaine de la Favrie. et se jette  dans la Loire près d'Angers à Sainte-Gemmes-sur-Loire, à 15 m d'altitude, après avoir traversé 29 communes. Sur le plan piscicole, l'Authion est classé en deuxième catégorie piscicole. Le groupe biologique dominant est constitué essentiellement de poissons blancs (cyprinidés) et de carnassiers (brochet, sandre et perche).
Le Lathan, d'une longueur totale de 57,9 km, prend sa source dans la commune d'Hommes et conflue en rive droite de l'Authion à Beaufort-en-Anjou (Maine-et-Loire), après avoir traversé 16 communes.
Sur le plan piscicole, le Lathan est également classé en deuxième catégorie piscicole.
Deux zones humides ont été répertoriées sur la commune par la direction départementale des territoires (DDT) et le conseil départemental d'Indre-et-Loire : « le lac de Rillé » et « la vallée du Château de Malcombe »,.
Le lac de Pincemaille, également nommé lac de Rillé, a été créé en 1977 afin de servir de réservoir d’eau à destination des agriculteurs situés en aval. D'une superficie de 250 ha, le lac de Rillé occupe une partie du territoire communal de Channay-sur-Lathan et Rillé en Indre-et-Loire, mais aussi de Breil en Maine-et-Loire. Il constitue une réserve ornithologique où plus de 250 espèces (hérons, grèbes huppés, chevaliers, canards) ont été recensées par la Ligue pour la protection des oiseaux de Touraine. Un centre de loisirs y a été aménagé permettant d'exercer diverses activités nautiques.

### Climat
Pour des articles plus généraux, voir Climat du Centre-Val de Loire et Climat d'Indre-et-Loire.
En 2010, le climat de la commune est de type climat océanique altéré, selon une étude du CNRS s'appuyant sur une série de données couvrant la période 1971-2000. En 2020, Météo-France publie une typologie des climats de la France métropolitaine dans laquelle la commune est exposée à un climat océanique et est dans la région climatique Moyenne vallée de la Loire, caractérisée par une bonne insolation (1 850 h/an) et un été peu pluvieux.
Pour la période 1971-2000, la température annuelle moyenne est de 11,4 °C, avec une amplitude thermique annuelle de 14,7 °C. Le cumul annuel moyen de précipitations est de 698 mm, avec 11,4 jours de précipitations en janvier et 6,4 jours en juillet. Pour la période 1991-2020, la température moyenne annuelle observée sur la station météorologique de Météo-France la plus proche, sur la commune de Channay-sur-Lathan à 4 km à vol d'oiseau, est de 12,1 °C et le cumul annuel moyen de précipitations est de 708,7 mm,. Pour l'avenir, les paramètres climatiques de la commune estimés pour 2050 selon différents scénarios d'émission de gaz à effet de serre sont consultables sur un site dédié publié par Météo-France en novembre 2022.

## Urbanisme

### Typologie
Au 1er janvier 2024, Rillé est catégorisée commune rurale à habitat dispersé, selon la nouvelle grille communale de densité à sept niveaux définie par l'Insee en 2022.
Elle est située hors unité urbaine. Par ailleurs la commune fait partie de l'aire d'attraction de Tours, dont elle est une commune de la couronne,. Cette aire, qui regroupe 162 communes, est catégorisée dans les aires de 200 000 à moins de 700 000 habitants,.

### Occupation des sols
L'occupation des sols de la commune, telle qu'elle ressort de la base de données européenne d’occupation biophysique des sols Corine Land Cover (CLC), est marquée par l'importance des territoires agricoles (48,8 % en 2018), en diminution par rapport à 1990 (49,6 %). La répartition détaillée en 2018 est la suivante : 
forêts (43,4 %), terres arables (29,1 %), prairies (11,5 %), zones agricoles hétérogènes (8,2 %), eaux continentales (5,4 %), zones urbanisées (1,3 %), milieux à végétation arbustive et/ou herbacée (1,2 %). L'évolution de l’occupation des sols de la commune et de ses infrastructures peut être observée sur les différentes représentations cartographiques du territoire : la carte de Cassini (XVIIIe siècle), la carte d'état-major (1820-1866) et les cartes ou photos aériennes de l'IGN pour la période actuelle (1950 à aujourd'hui).

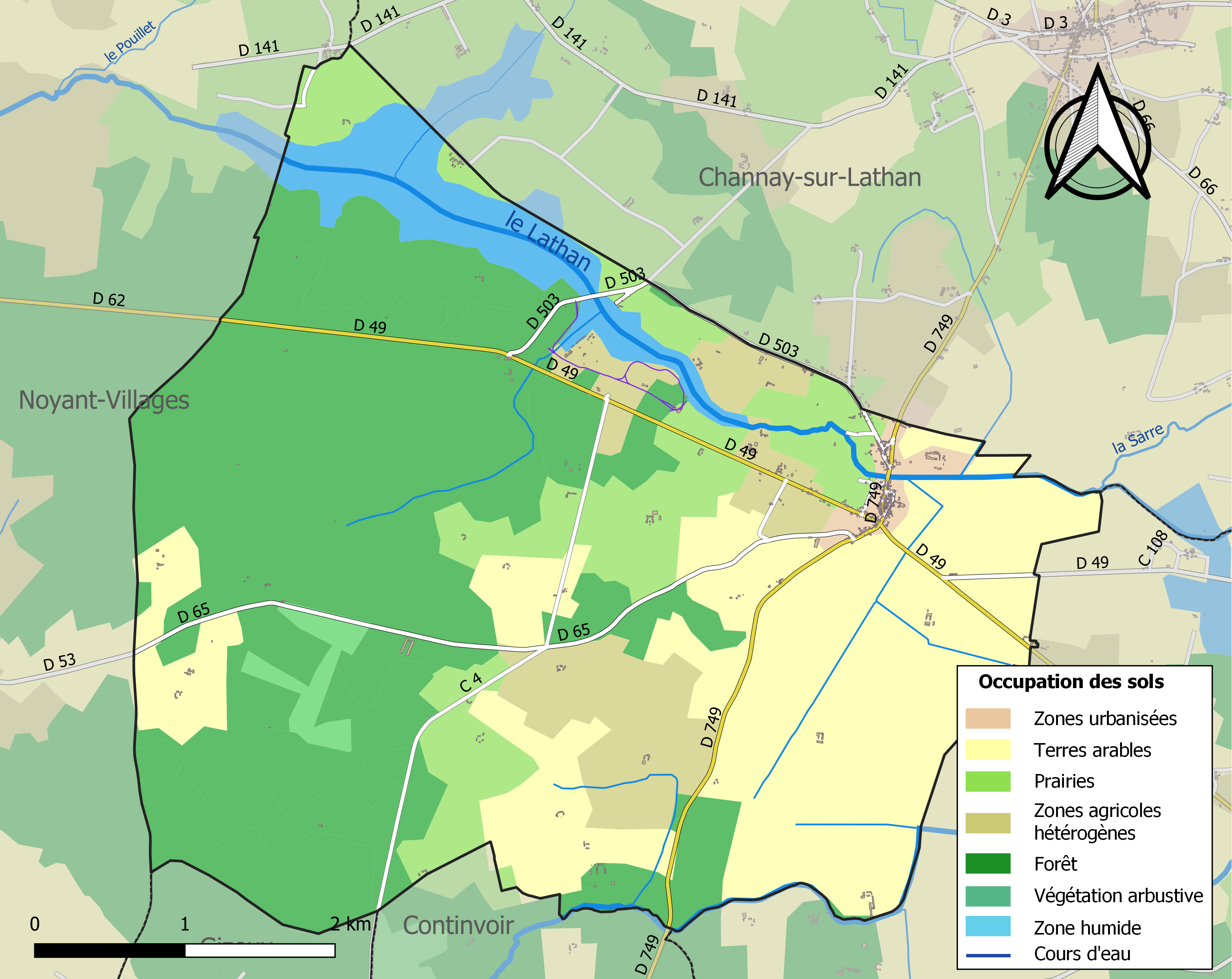
Carte des infrastructures et de l'occupation des sols de la commune en 2018 (CLC).

### Risques majeurs
Le territoire de la commune de Rillé est vulnérable à différents aléas naturels : météorologiques (tempête, orage, neige, grand froid, canicule ou sécheresse) et séisme (sismicité faible). Un site publié par le BRGM permet d'évaluer simplement et rapidement les risques d'un bien localisé soit par son adresse soit par le numéro de sa parcelle.

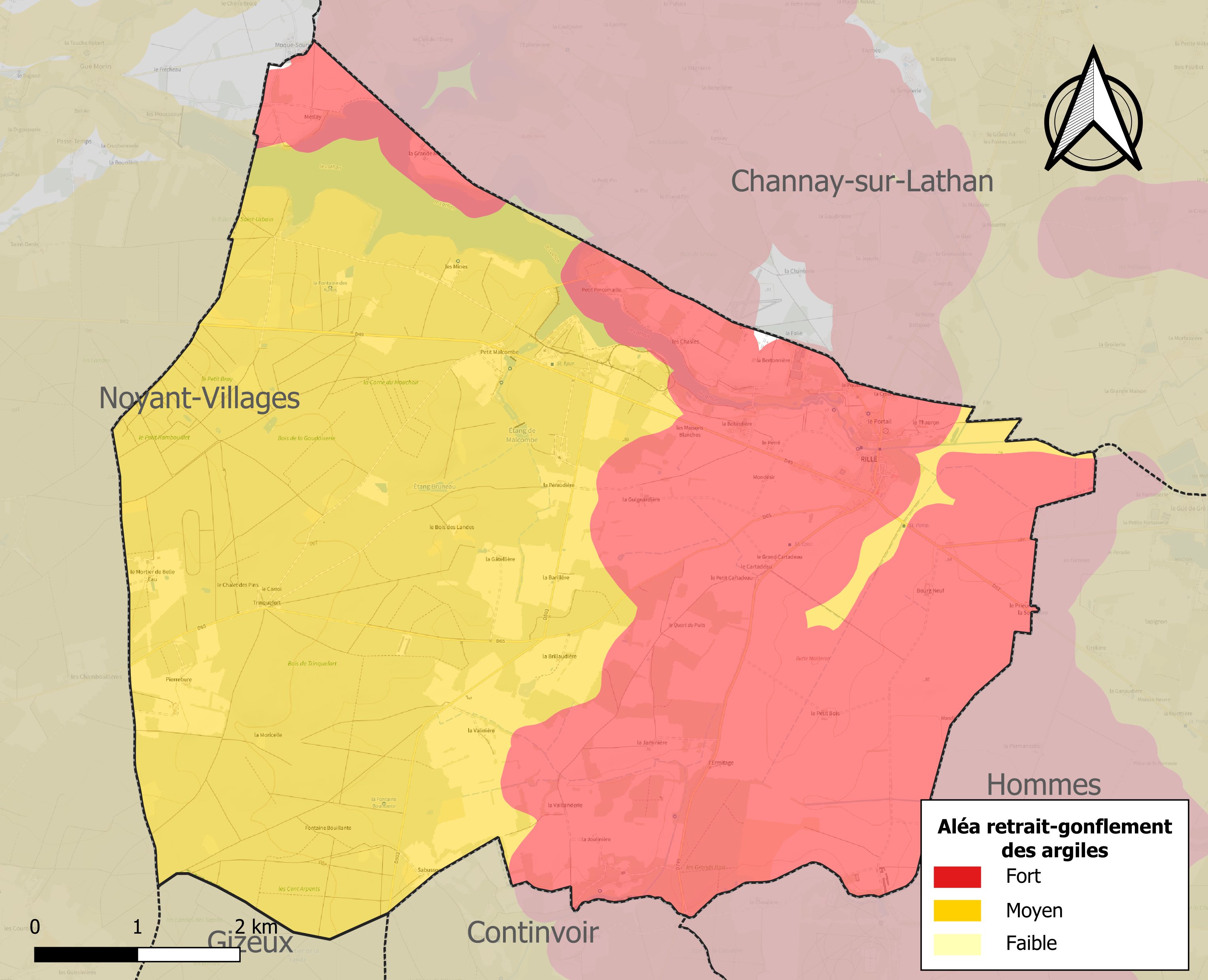
Carte des zones d'aléa retrait-gonflement des sols argileux de Rillé.

Le retrait-gonflement des sols argileux est susceptible d'engendrer des dommages importants aux bâtiments en cas d’alternance de périodes de sécheresse et de pluie. 99,9 % de la superficie communale est en aléa moyen ou fort (90,2 % au niveau départemental et 48,5 % au niveau national). Sur les 220 bâtiments dénombrés sur la commune en 2019, 219 sont en aléa moyen ou fort, soit 100 %, à comparer aux 91 % au niveau départemental et 54 % au niveau national. Une cartographie de l'exposition du territoire national au retrait gonflement des sols argileux est disponible sur le site du BRGM,.
Concernant les mouvements de terrains, la commune a été reconnue en état de catastrophe naturelle au titre des dommages causés par la sécheresse en 2009 et par des mouvements de terrain en 1999.

## Histoire
Au Moyen Âge, la ville eut le droit de devenir une ville close de l'Anjou.
Dans la première moitié du XIe siècle, la seigneurie est au prévôt Airard, fidèle du comte Geoffroi Martel, suivi de son gendre Geoffroy Papabos ou Papebœuf vers 1050/1060. Le fils de Geoffroi, Robert Papebœuf, semble épouser vers 1115 Marguerite de St-Médard/Cinq-Mars, fille d'Hardouin Ier et sœur d'Hardouin II de St-Médard ; se succèdent alors à Rillé leurs deux enfants : Ridel/Rideau puis sa sœur Adélaïde Papebœuf de Rillé. Les Maillé héritent des Papebœuf vers le milieu du XIIe siècle — Adélaïde/Adeline/Adèle Papebœuf épousant alors Jacquelin de Maillé : des trisaïeuls d'Hardouin V de Maillé ci-après — et conservent Rillé jusqu'au début du XVIe siècle (avec Champchevrier à partir du XIIIe siècle). Puis Rillé passe aux héritières Françoise de Maillé dame de Maillé, qui épouse vers 1500 Gilles Ier de Laval baron de Loué, Benais, Bressuire : parents de Gilles II de Laval-Loué ; et sa sœur cadette Françoise de Maillé la Jeune dame de Rillé, mariée en 1502 à François, fils d'Imbert de Bastarnay du Bouchage de Montrésor : beaux-parents de Jean II Daillon du Lude et de Champchevrier par leur fille Anne de Batarnay. Prêtent alors l'hommage pour Rillé : Gilles II de Laval en avril 1542, Anne de Batarnay en août 1575, et Jean de Daillon dès juillet 1530 et mars 1532.
Vers 1400, Marguerite-Dauphine d'Auvergne-Sancerre, femme de Jean IV de Bueil et mère de l'amiral Jean V comte de Sancerre, est aussi dite dame de Rillé : s'agit-il d'une seigneurie secondaire, partielle, la grand-mère maternelle de Marguerite-Dauphine étant Marguerite de Marmande, femme de Jean III de Sancerre et petite-fille maternelle de Marie de Maillé fille d'Hardouin V ?
Les Daillon du Lude gardent Rillé au moins jusqu'à François de Daillon (1570-1619) et sa veuve Françoise de Schomberg, puis le cèdent au maréchal Antoine de Ruzé marquis d'Effiat (1581-1632) sire de Cinq-Mars et de Mesnil-Maulay/Mesnil-Rillé. Vers 1709/1714, son petit-fils Antoine marquis d'Effiat (1639-1719 ; sans postérité) vend les domaines de Rillé, du Mesnil et de Savigné à Gilles Lespagnol de La Plante, secrétaire du roi (en 1770, un Gilles Lespagnol de La Plante détenait le château de Frau à Thizay). Vente vers 1753 par les Lespagnol de La Plante au dernier baron de Rillé, sire de Mesnil-Rillé, Savigné et Lathan, aussi riche propriétaire à St-Domingue, Jacques-Marie Pays de Lathan : il émigre à la Révolution, ses biens étant vendus vers 1792/1793 nationalement (c'est-à-dire comme biens nationaux).
Sous l'Ancien Régime, Rillé dépendait de Château-la-Vallière et faisait partie intégrante de l'Anjou et plus précisément de la sénéchaussée angevine de Baugé (dépendante de la sénéchaussée principale d'Angers) jusqu'à la Révolution française.
La commune est située aujourd'hui dans la Touraine angevine.

## Politique et administration

### Liste des maires
| Période                                  | Période   | Identité               | Étiquette | Qualité                                          |
| ---------------------------------------- | --------- | ---------------------- | --------- | ------------------------------------------------ |
| mars 1995                                | mars 2001 | Yves Bodin (1924-2021) |           |                                                  |
| mars 2001                                | mars 2008 | Mauricette Labani      |           |                                                  |
| mars 2008                                | mars 2014 | Thierry Martin         |           |                                                  |
| mars 2014                                | mai 2020  | Christian Simonot (d)  | DVD       | retraité                                         |
| mai 2020                                 | En cours  | Xavier Dupont (d)      | DVG       | urbaniste président de la Communauté de communes |
| Les données manquantes sont à compléter. |           |                        |           |                                                  |

### Tendances politiques et résultats
| Scrutin             | Scrutin             | 1er tour | 1er tour | 1er tour | 1er tour | 1er tour  | 1er tour | 1er tour | 1er tour  | 1er tour | 1er tour | 1er tour | 1er tour | 2d tour | 2d tour | 2d tour | 2d tour | 2d tour | 2d tour |
| Scrutin             | Scrutin             | 1er      | 1er      | %        | 2e       | 2e        | %        | 3e       | 3e        | %        | 4e       | 4e       | %        | 1er     | 1er     | %       | 2e      | 2e      | %       |
| ------------------- | ------------------- | -------- | -------- | -------- | -------- | --------- | -------- | -------- | --------- | -------- | -------- | -------- | -------- | ------- | ------- | ------- | ------- | ------- | ------- |
| Présidentielle 2017 | Présidentielle 2017 |          | FN       | 37,27    |          | EM        | 23,18    |          | LR        | 17,73    |          | LFI      | 12,27    |         | FN      | 51,30   |         | EM      | 48,70   |
| Présidentielle 2022 | Présidentielle 2022 |          | RN       | 48,68    |          | LREM      | 23,81    |          | LFI       | 11,11    |          | REC      | 4,23     |         | RN      | 59,55   |         | LREM    | 40,45   |
| Législatives 2022   | 5e                  |          | RN       | 51,69    |          | MoDem-Ens | 26,27    |          | PCF-Nupes | 8,47     |          | LR       | 7,63     |         | RN      | 59,20   |         | MoDem   | 40,80   |
| Législatives 2024   | 5e                  |          | RN       | 58,82    |          | MoDem-Ens | 24,18    |          | PCF-NFP   | 9,15     |          | LR       | 6,54     |         | RN      | 63,23   |         | MoDem   | 36,77   |

## Population et société

### Évolution démographique
L'évolution du nombre d'habitants est connue à travers les recensements de la population effectués dans la commune depuis 1793. Pour les communes de moins de 10 000 habitants, une enquête de recensement portant sur toute la population est réalisée tous les cinq ans, les populations de référence des années intermédiaires étant quant à elles estimées par interpolation ou extrapolation. Pour la commune, le premier recensement exhaustif entrant dans le cadre du nouveau dispositif a été réalisé en 2005.

En 2022, la commune comptait 314 habitants, en évolution de +0,96 % par rapport à 2016 (Indre-et-Loire : +1,67 %, France hors Mayotte : +2,11 %).
| 1793 | 1800 | 1806 | 1821 | 1831 | 1836 | 1841 | 1846 | 1851 |
| ---- | ---- | ---- | ---- | ---- | ---- | ---- | ---- | ---- |
| 500  | 510  | 434  | 430  | 517  | 572  | 629  | 622  | 636  |

| 1856 | 1861 | 1866 | 1872 | 1876 | 1881 | 1886 | 1891 | 1896 |
| ---- | ---- | ---- | ---- | ---- | ---- | ---- | ---- | ---- |
| 642  | 693  | 732  | 730  | 708  | 699  | 734  | 758  | 728  |

| 1901 | 1906 | 1911 | 1921 | 1926 | 1931 | 1936 | 1946 | 1954 |
| ---- | ---- | ---- | ---- | ---- | ---- | ---- | ---- | ---- |
| 679  | 646  | 615  | 552  | 540  | 505  | 482  | 493  | 499  |

| 1962 | 1968 | 1975 | 1982 | 1990 | 1999 | 2005 | 2006 | 2010 |
| ---- | ---- | ---- | ---- | ---- | ---- | ---- | ---- | ---- |
| 424  | 479  | 406  | 395  | 275  | 272  | 284  | 278  | 307  |

| 2015 | 2020 | 2022 | - | - | - | - | - | - |
| ---- | ---- | ---- | - | - | - | - | - | - |
| 312  | 315  | 314  | - | - | - | - | - | - |

### Enseignement
Rillé se situe dans l'académie d'Orléans-Tours (Zone B) et dans la circonscription de Saint-Cyr.
L'école élémentaire accueille les élèves de la commune.

## Lieux et monuments
- Église Saint-Loup, des XIe, XIIe, XIIIe XVe et XVIe siècles.

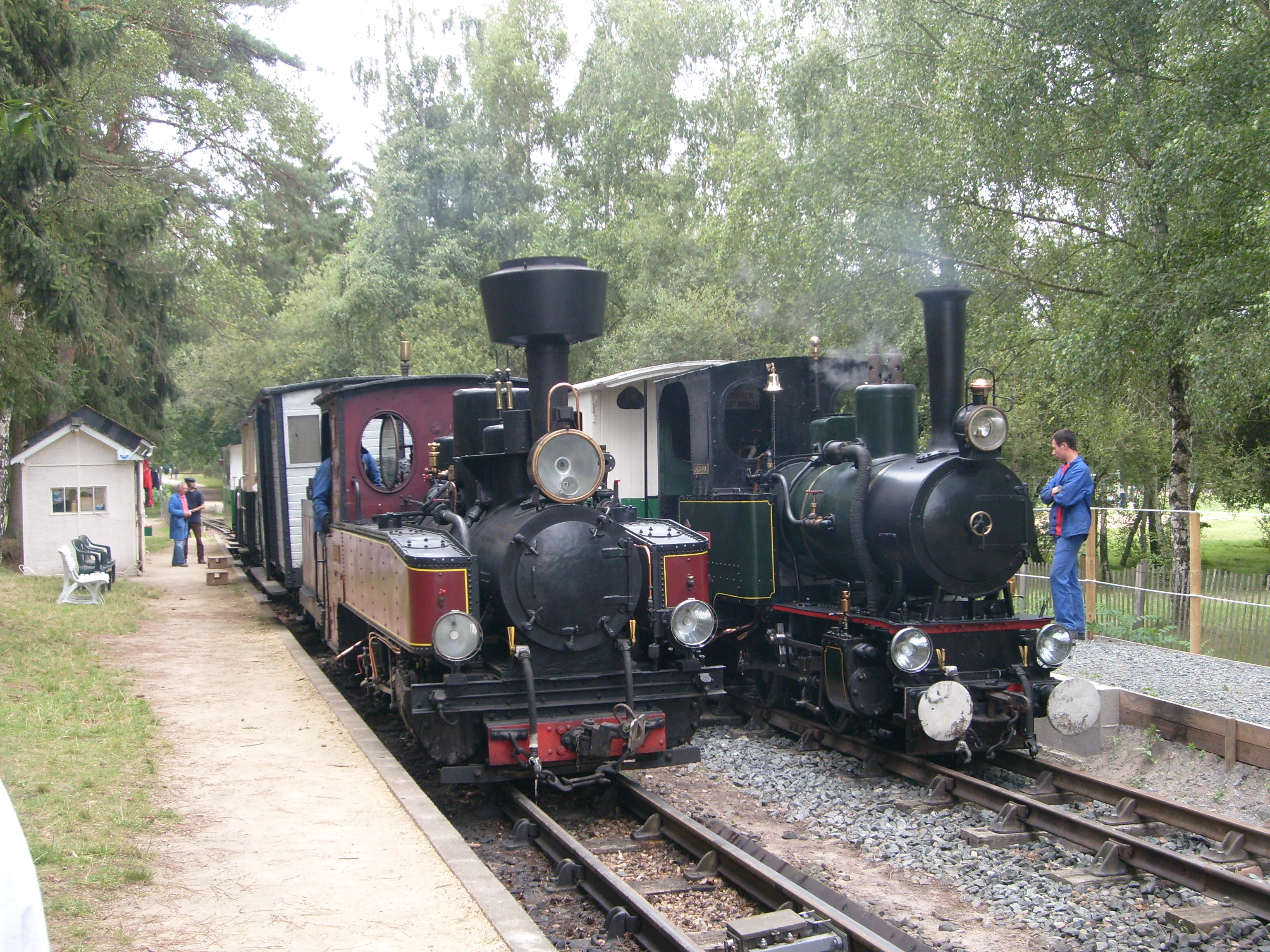
Le « petit train » de Rillé.

En 1213, Hardouin IV de Maillé donna les reliques de saint Urbain à l’église ; il les tenait du pape Innocent III, qui les lui avait remises comme récompense des services qu’il rendit à la chrétienté. D’où le pèlerinage et la confrérie fondée dès 1252 par le cardinal d'Estoutteville, évêque de Clermont et légat du pape.
La rivière du Lathan divise la ville en deux parties : quoique défendue par les murailles, les fossés et le cavalier très élevé, la partie nord était la plus faible. Aussi, pour en assurer la défense, Hardouin IX de Maillé prit le parti de sacrifier l’église paroissiale et le presbytère qui se trouvaient rive droite, en exhaussant la chaussée existante, afin que les eaux de la rivière du Lathan puissent remplir les fossés de la place : ainsi fut formé vers 1445, le plus vaste étang d’Anjou, dit lac de Rillé.
Outre l'église et le presbytère, des maisons particulières et la chaussée primitive du port furent submergées. Les propriétaires furent indemnisés entre 1448 et 1474.
L'église paroissiale fut démolie et le culte transféré dans celle du prieuré, dépendant du château, situé tout près. L’actuelle église paroissiale est donc l’église du Prieuré.
- Train de Rillé
- Lac de Rillé
- Menhirs des trois chiens
- Butte du Moulin-à-Vent, mentionnée en 1040 comme castellum Ruiliacum. La motte de Rillé, différente de l'enceinte du bourg, est située au nord du Lathan. Elle est faite de pierre et de terre, et mesure à sa base de 20 à 30 mètres de diamètre et 5 mètres de haut. Elle fut réutilisée en moulin à vent, aujourd'hui disparu. Elle possède au pied de sa face est une cave qui a pu être construite ou réutilisée pour stocker le grain du moulin[42].
- Ancienne ferme de la Briche
- porte fortifiée

## Personnalités liées à la commune
- Jean Picard (1620-1682) astronome, qui fut prieur commendataire de Rillé.
- Paul Tulane (1801- 1887) riche philanthrope et donateur américain dont la famille était originaire de Rillé. L'université Tulane en Lousiane porte son nom en hommage à ses donations[43].